# Renske nimfe
Renske nimfe (fran. Les fées du Rhinso) so opera v štirih dejanjih Jacquesa Offenbacha. Libreto sta spisala Charles Nuitter in skladatelj sam. Opera je bila prvič izvedena 4. februarja leta 1864 v Dvorni operi na Dunaju, vendar ne v celoti, ker zaradi tenoristove bolezni zadnjega dejanja ni bilo moč izvesti. Krstna predstava ni doživela posebnega uspeha.
Ker je skladatelj opero ocenil kot kakovostno, je dva glasbena prizora, Konradovo zdravljico Trinklied (spremenjeno v »Couplets Bacchiques«) in Pesem nimf oz. vilinsko pesem (spremenjeno v »Barkarolo«) prekomponiral in vključil v opero Hoffmanove pripovedke, ki sicer velja za njegovo najbolj slavno operno delo.
Zaradi različnih okoliščin (mdr. je konec 19. stoletja partitura pogorela) delo ni bilo ponovno izvajano in je skoraj za poldrugo stoletje potonilo v pozabo. Opera je zato dolgo veljala za izgubljeno, njena orkesterska različica pa je bila ponovno predstavljena leta 2002 v Montpellieru na Festivalu francoskega radia. Različne klavirske izvlečke in dva prepisa partiture je rekonstruiral francoski muzikolog Jean Christophe Keck. 
Svetovna scenska praizvedba celotne opere je bila 13. januarja 2005 v ljubljanskem Cankarjevem domu. Izvedena je bila v koprodukciji Cankarjevega doma, SNG Opere in baleta Ljubljana in Festivalne hiše St. Pölten (Avstrija). Potekala je v nemškem jeziku s slovenskimi nadnapisi. Opero so ponovno izvedli leta 2010.

## Vloge
- Armgard, lepotica - sopran
- Hedvika, njena mati - mezzosopran
- Franc Waldung, vojak, zaljubljen v Armgard - tenor
- Konrad von Wenckheim, stotnik, Armgardin oče - bariton
- Gottfried, lovec - bas
- Požigalec - bariton
- Nimfa - mezzosopran
- Najemniški vojak
- vojaki, kmetje, kmetice, vile in nimfe

## Vsebina
Zgodba se dogaja na Nemškem leta 1532.

### Prvo dejanje
Kmetje pridejo na Hedvikino kmetijo, kjer slavijo obilno letino. Pridruži se jim Gottfried, ki ljubi Armgard, najlepšo deklico v vasi. Sama ga zavrne, saj je srce že podelila Francu, ki pa so ga vpoklicali k vojakom. Od tedaj se je za njim izgubila vsaka sled. 
Armagard nato veselo prepeva, mati pa jo opozori na staro pripovedko o nimfah, ki pravi, da lahko dekleta zaradi tega umrejo.
V vas vdrejo vojaki. Popivajo in se zabavajo z dekleti. Med njimi je najmočnejši vojak Franc, čudak, ki je po hudi poškodbi izgubil spomin. Stotnik Konrad izve za prelepo deklico Armgard, zato se želi pozabavati z njo tudi sam. Ko jo privedejo, zagleda Franca in ga prosi rešitve. Le-ta pa je ne prepozna. Armgard mu želi z domovinsko pesmijo povrniti spomin, a ji ne uspe. Vojaki želijo od nje, naj jim prepeva vedre pesmi, a se zaradi tega zgrudi.

### Drugo dejanje
Na prizorišču požganega skednja leži kot mrtva Armgard. Mati je obupana, Gottfriedu pove, da je hčer posledica velike prevare njenega očeta. Ker želi Armgard videti še enkrat, oddide k vilinskemu kamnu. Tudi Franc išče deklico, ki je lepo pela, saj je zaradi pesmi njegovo trpljenje manjše. Medtem Konrad zmedenega Franca pregovori in pridobi za nov spopad - napad na grad.
Gottfrieda ujamejo in ga prisilijo, da jim pokaže pot do gradu. Le-ta se sprva upira, nato pa skuje načrt, da bo čete vodil skozi svet nimf, kjer bodo pogubljeni. Pozna namreč učinek vilinskega kamna.
Armgardina duša se dvigne z mrtvaškega odra in ne pusti, da bi Franc umrl.

### Tretje dejanje
Ob polnoči ob vilinskemu kamnu začno nimfe in duhovi plesati. Mati išče Armagard. Ko jo ugleda, se prestraši in se zgrudi.
Vtem pridejo vojaki. Gottfried jih namerno pripelje do skrivnostnega kraja in jim zagotavlja, da bodo kmalu pri gradu. Ko vojaki počivajo, jim Konrad pripoveduje zgodbo, kako je nekoč v tej deželi zapeljal naivno dekle. Hedvika v temi posluša pripoved in v zgodbi prepozna nekdanjega mučitelja. 
Pojavijo se nimfe, ki začno Konradu in Francu pripravljati ležišče iz mahu. Vilinski urok se tako pričenja.

### Četrto dejanje
Vojaki se pripravljajo na odločilni napad na grad. Priprave pa ustavita prestrašena Franc in Konrad, ki pripovedujeta, kako sta videla mrtve vstajati.
Franc nato sreča Armgard, zato se skuša ubiti. Prepriča ga, da je, ko so jo imeli za mrtvo, lahko prišla v svet nimf in ga od tam varovala.
Hedvika zasleduje Konrada in se mu z umorom želi maščevati. Pove mu za njunega otroka. Konrad želi od Hedvike izvedeti, kje je dekle. Izve strašno novico, da jo je večer poprej silil v petje, kar pa je potem vodilo v njeno smrt.
Franc prihiti in pove, da je Armgard živa. Na prizorišče stopi še dekle, ki jim razloži svoje sanje. V čarobnem svetu je bedela nad ljubljenim Francem. Konrad zato vsem pove, da se jim bodo želeli vojaki maščevati. Zato snujejo načrt za pobeg. A so jih vojaki prehiteli. Zavedajo se svojega brezizhodnega položaja in so po molitvi pripravljeni na smrt. Pred napadom vojakov jih s čarobnim ščitom objamejo nimfe.